# Марвін Мінський
Марвін Лі Мінскі (англ. Marvin Lee Minsky; 9 серпня 1927 — 24 січня 2016) — американський дослідник в галузі штучного інтелекту, співзасновник лабораторії штучного інтелекту Массачусетського технологічного Інституту, автор праць з штучного інтелекту та філософії.

## Біографія
Марвін Мінскі народився в Нью-Йорку, там же навчався в школі Філдстона та Вищій школі в Бронксі. Пізніше він поступив до академії Філіпса, в місті Ендовер, штат Массачусетс. Служив на флоті від 1944 до 1945 р.р.. Отримав ступінь бакалавра математики у Гарварді (1950) та PhD в цій же галузі у Принстоні (1954). Працював в MIT від 1958. У 1959 він та Джон Маккарті заснували лабораторію штучного інтелекту MIT.
Мінскі отримав премію Тюрінга у 1969 році, премію Японії у 1990 році, нагороду IJCAI за успіхи в дослідженнях, та медаль Франкліна від інституту Франкліна в 2001 році.
Мінскі потрапив в каталог Google як один з шести найкращих особистостей в галузі штучного інтелекту. Айзек Азімов описав Мінського, як одного з двох людей, яких вважає розумнішими ніж він сам (інший — Карл Саган). Патрік Вінстон також описав Мінського як найрозумнішого чоловіка якого він коли-небудь зустрічав. Реймонд Курцвейл посилається на Мінського як на свого наставника.
Винаходи Мінського включають перший шолом віртуальної реальності (1963) та конфокальний мікроскоп (1957). Разом з професором Сеймуром Пейпертом, першу «черепашку» Лого. Також у 1951 побудував першу нейронну мережу з випадковими з'єднаннями SNARC (англ. Stochastic Neural Analog Reinforcement Calculator).
Мінскі написав книгу Перцептрони (у співавторстві з Сеймуром Папертом), яка стала основоположною роботою у аналізі штучних нейронних мереж.
Мінскі був консультантом кінострічки Космічна одіссея 2001 і згадується у картині та книзі.
|                                     | Можливо ніхто ніколи цього не знатиме; це й немає значення. У 1980 Мінський та Ґуд показали як нейронні мережі можуть генеруватись автоматично — самореплікація — згідно з будь-якою довільною навчальною програмою. Штучні мізки можуть вирощуватись у процесі, що разюче подібний до розвитку людського мозку. У будь-якому випадку, точні деталі ніколи не будуть відомі, і навіть якщо будуть, вони будуть в мільйони разів складнішими, ніж доступне для людського розуміння. Оригінальний текст (англ.) Probably no one would ever know this; it did not matter. In the 1980s, Minsky and Good had shown how neural networks could be generated automatically—self replicated—in accordance with any arbitrary learning program. Artificial brains could be grown by a process strikingly analogous to the development of a human brain. In any given case, the precise details would never be known, and even if they were, they would be millions of times too complex for human understanding. |
| — Артур Кларк, Космічна одісея 2001 | |

На початку 1970-х років, в лабораторії штучного інтелекту, Мінскі та Сеймур Пейперт почали розвивати те, що було названим теорією суспільства Розуму (англ. The Society of Mind theory). Теорія намагалась пояснити як те, що ми називаємо інтелектом може бути результатом взаємодії частин, що не володіють інтелектом. Мінскі сказав, що найбільше ідей про цю теорію з'явилось під час спроби створення машини, яка використовує роботизовану руку, відеокамеру та комп'ютер, щоб гратись дитячими кубиками. В 1986 році Мінскі опублікував книгу Суспільство Розуму з викладенням теорії, яка, на відміну від інших його робіт, була написана для широкого загалу.
У листопаді 2006 року Мінскі опублікував The Emotion Machine, книгу, що критикує багато популярних теорій про те, як працює людський мозок та запропонував альтернативні теорії, часто замінюючи прості ідеї, складнішими. Останні ескізи роботи доступні на його домашній сторінці.

## Членство
Марвін Мінскі є членом таких організацій:
- Національної інженерної академії США
- Національної академії наук США
- Радник інституту «Extropy»[14]
- Наукова консультативна рада фонду продовження життя «Алькор»[15]
- Рада директорів kynamatrix Research Network's[16]

Мінскі є критиком Премії Лебнера.

## Особисте життя

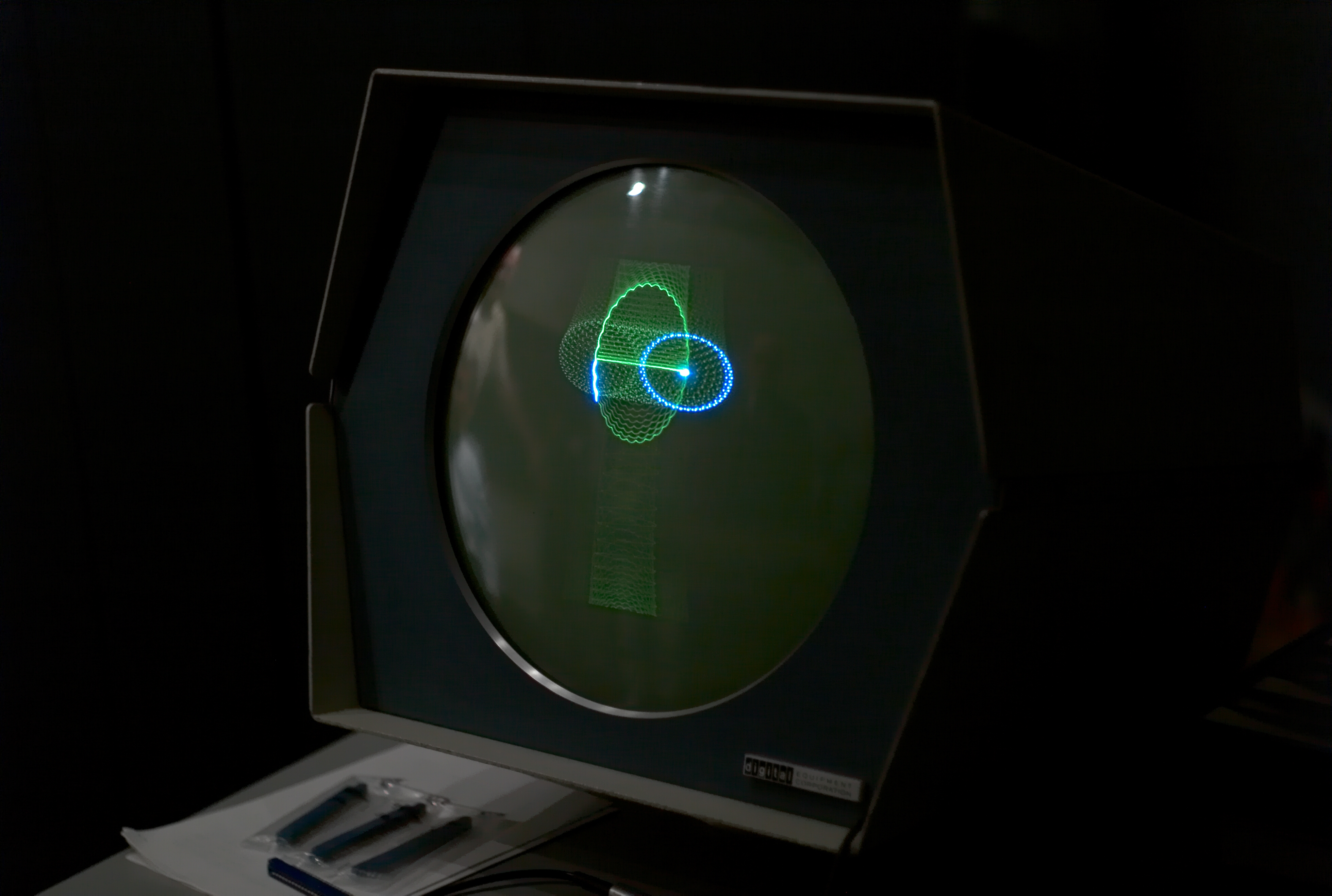
Мінськітрон запущений на PDP-1 в музеї комп'ютерної історії, 2007

Мінскі є дійовою особою в хакерському коані про штучний інтелект (авторства його студента, Денні Гілліса) з Jargon file:
В дні коли Сасмен був новачком, Мінскі підійшов до нього, поки той робив хак на PDP-6.
«Що ти робиш?» спитав Мінскі.
"Я навчаю випадково з'єднану нейронну мережу грати в хрестики-нулики, " відповів Сасмен.
«Чому мережа з'єднана випадково?», запитав Мінскі.
«Я не хочу, щоб вона мала будь-які упередження щодо того, як грати», сказав Сасмен.
Тоді Мінскі закрив свої очі.
«Чому ти закрив свої очі?» запитав Сасмен свого вчителя.
«Щоб кімната була порожньою.»
І в той момент Сасмен прозрів.

Я насправді сказав, «Якщо ти з'єднаєш її випадковим чином, вона все одно буде мати упередження на рахунок гри. Але ти просто не будеш знати що це за упередження.» — Марвін Мінскі

Мінскі має трьох дітей: Генрі, Джулі та Маргарет, яка сама є доктором MIT. Також він має чотирьох внуків: Ґіґі, Гаррі, Шарлотту та Стіл Майлс.

## Вибрані роботи
- Neural Nets and the Brain Model Problem, докторська дисертація, Принстонський університет, 1954.
- Computation: Finite and Infinite Machines, Prentice-Hall, 1967.
- Semantic Information Processing, MIT Press, 1968.
- Перцептрони, разом з Сеймуром Папертом, MIT Press, 1969 (доповнене видання, 1988).
- Artificial Intelligence, with Seymour Papert, Univ. of Oregon Press, 1972.
- Communication with Alien Intelligence [Архівовано 17 березня 2010 у Wayback Machine.], 1985
- Robotics, Doubleday, 1986. Збірка робіт з роботехніки, з передмовою, та післямовою Мінського, а також його редакцією.
- The Society of Mind, Simon and Schuster, 1987. Перший детальний опис теорії ментального суспільства, та розвитку інтелекту. Див. також The Society of Mind (CD-ROM version), Voyager, 1996.
- The Turing Option, співавтор Гаррі Гаррісон, Warner Books, New York, 1992. Науково-фантастичний триллер про створення надрозумноо робота в 2023 році.
- The Emotion Machine[20] Simon and Schuster, November 2006. ISBN 0-7432-7663-9 (книжка доступна онлайн на його домашній сторінці)